# Brugleggende tank

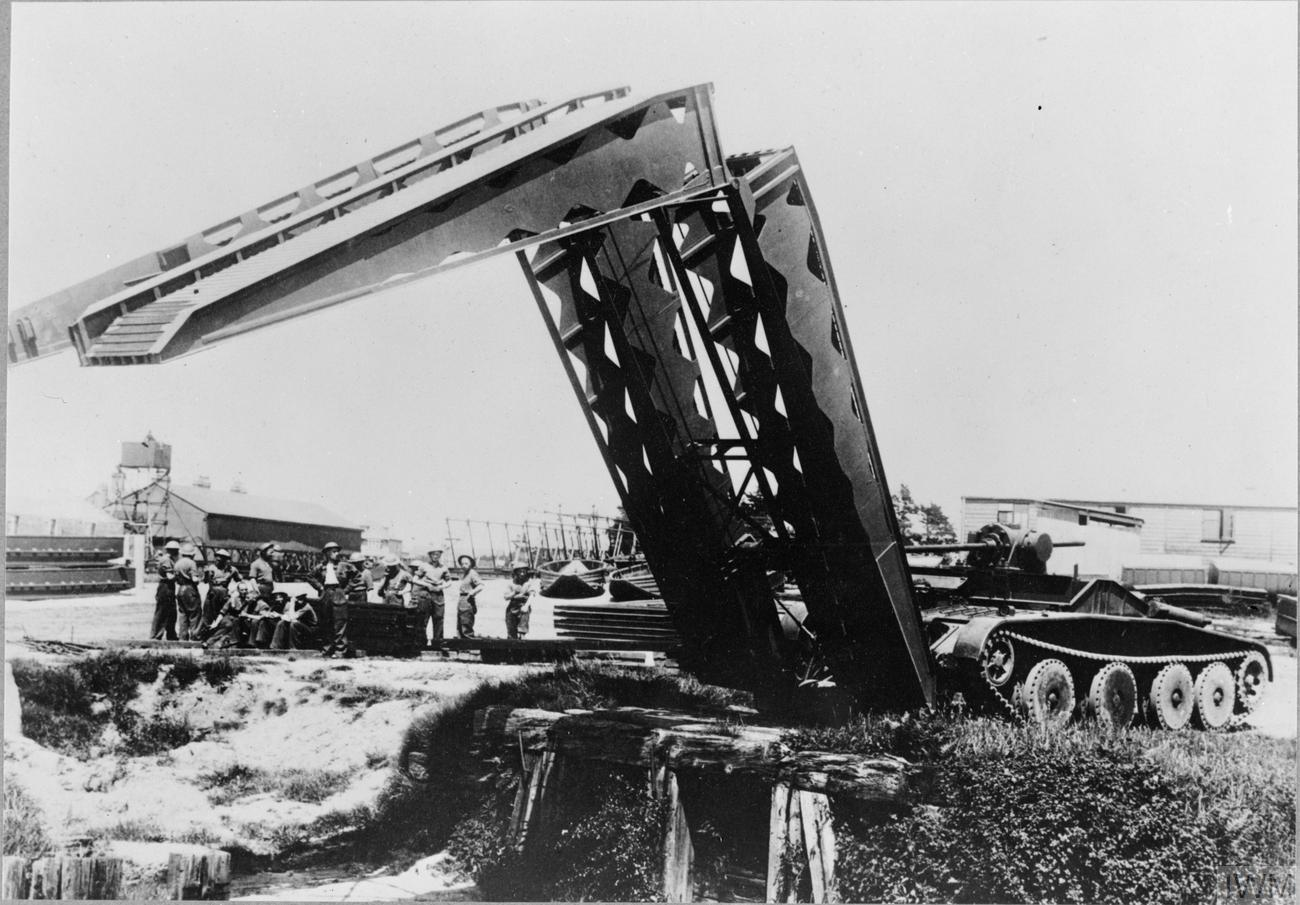
Covenanter met scharnierende brug

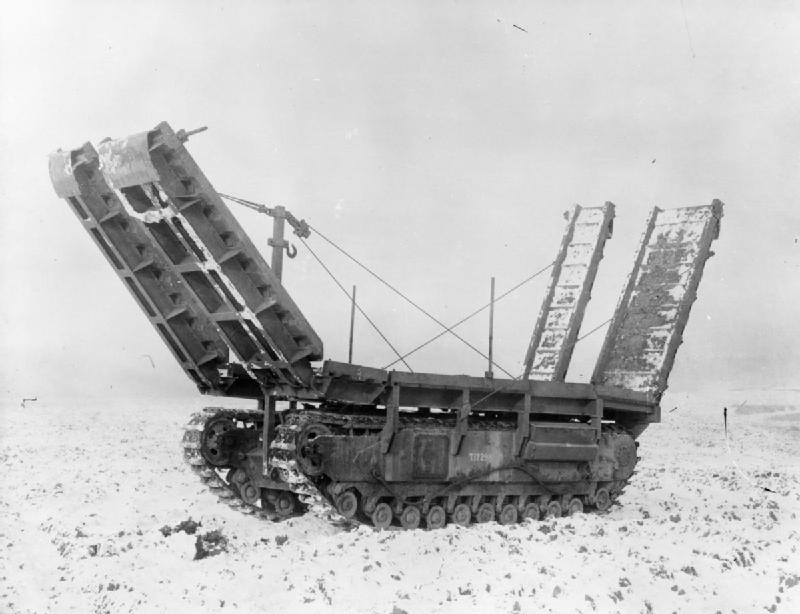
Churchill Arc

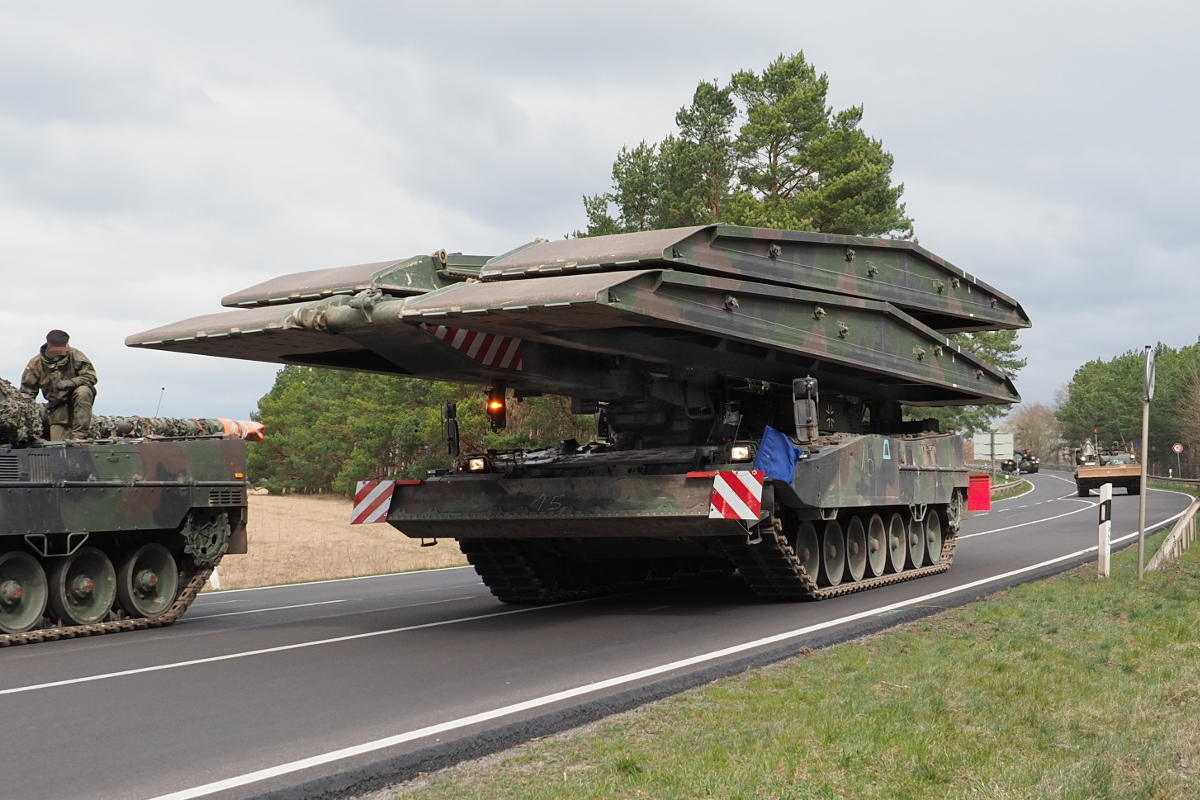
Twee Leguaan-bruggen van 14 meter

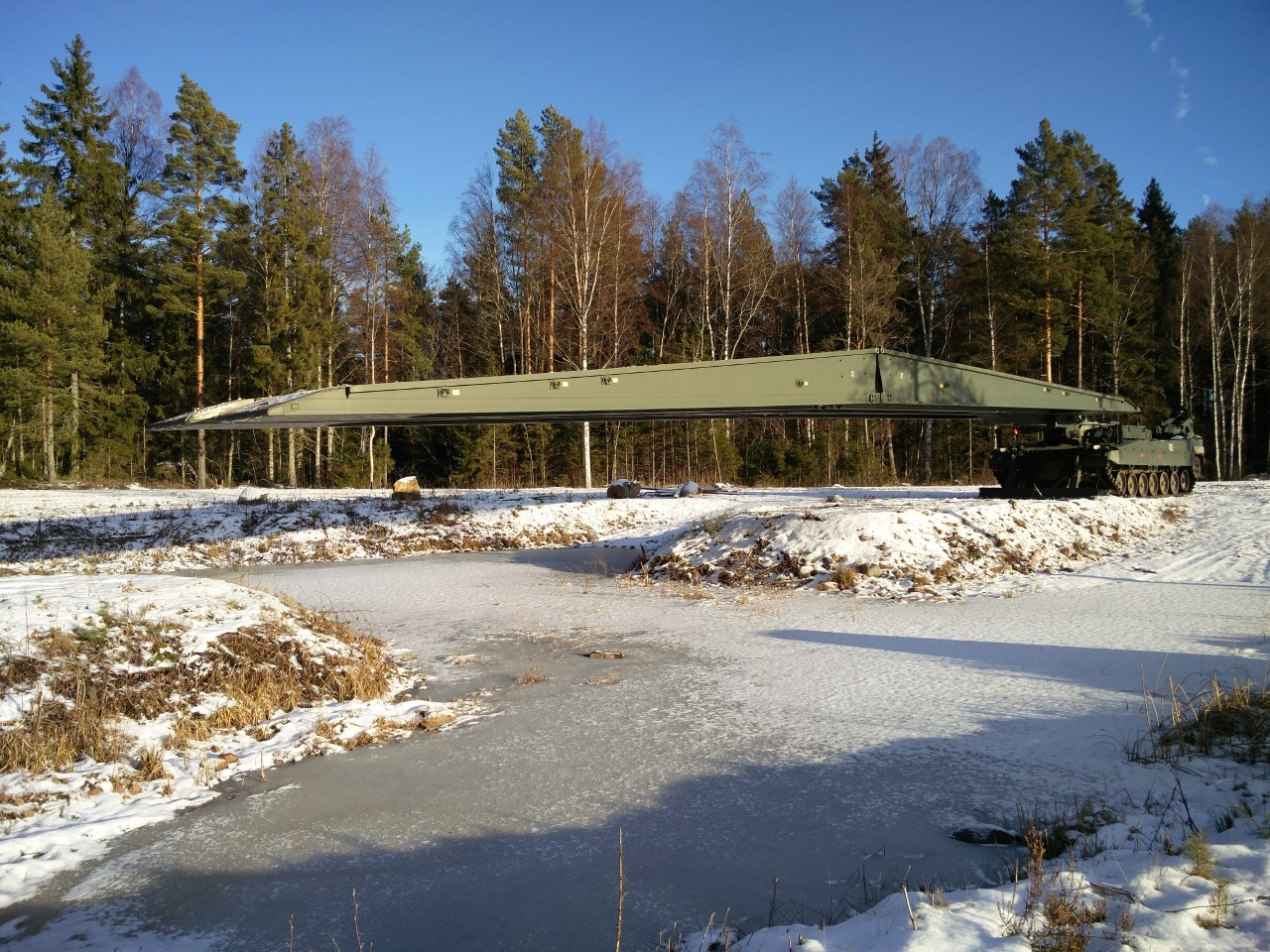
De brug bijna op de plaats van bestemming

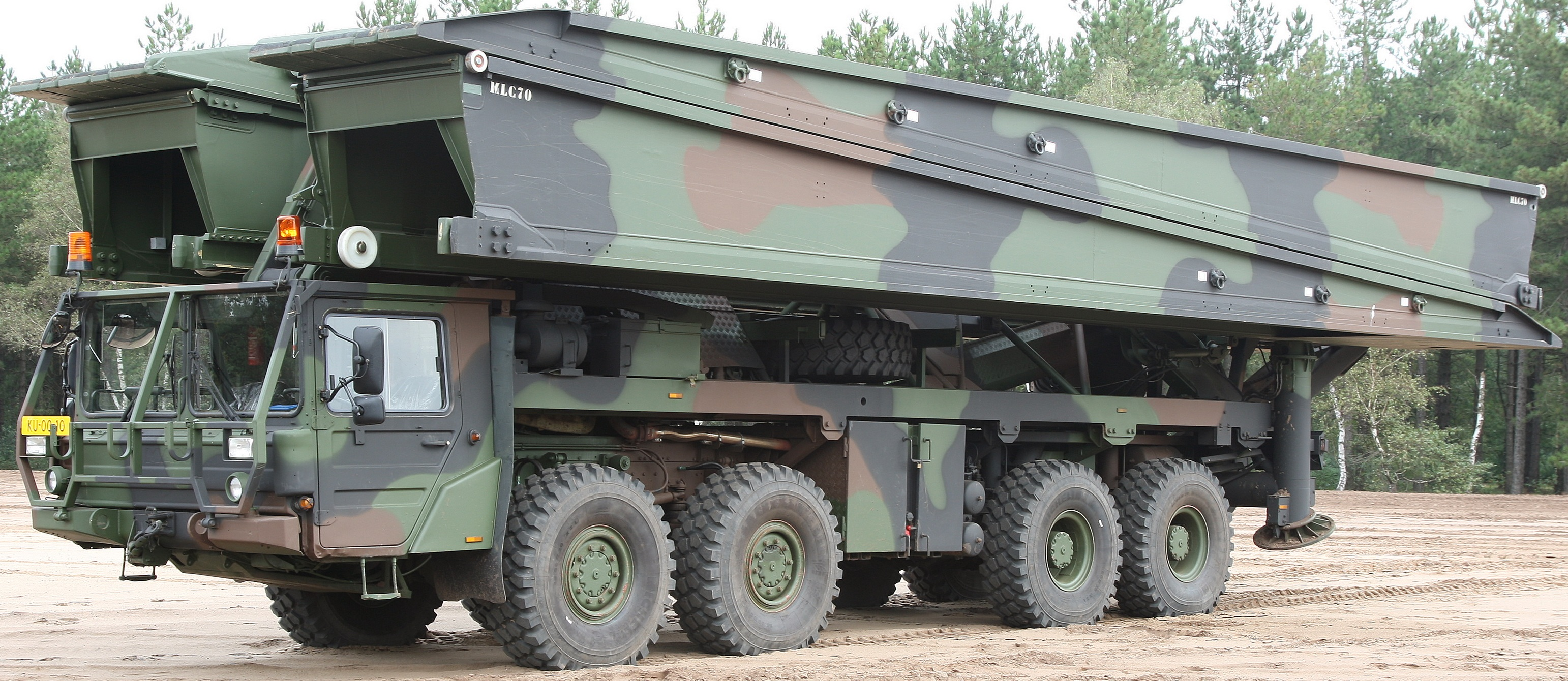
Twee Leguaan-brugdelen op een 8x8 vrachtwagen

Een brugleggende tank  (Engels: Armoured vehicle-launched bridge of AVLB) is een gevechtsondersteuningsvoertuig, ontworpen om legers te helpen om tanks en andere gevechtsvoertuigen over obstakels, zoals waterwegen, kapotte bruggen of antitankgrachten, te verplaatsen. De AVLB bestaat meestal uit een tankchassis met een speciale constructie om een opvouwbare metalen brug te dragen, te plaatsen en te verwijderen. De brug moet lang genoeg zijn om het obstakel te overspannen en stevig genoeg om het gewicht van de zware voertuigen te dragen.

## Beschrijving
De brug bestaat veelal uit twee delen. Bij een versie zijn de brugdelen met scharnieren aan elkaar gekoppeld en bij de plaatsing wordt de brug opengeklapt. Bij de andere versie zijn de brugdelen los en moeten eerst aan elkaar gekoppeld worden alvorens de brug kan worden geplaatst. De bruggen zijn tot ongeveer 25 meter lang en kunnen een gewicht dragen tot zo’n 80 ton.
De hele procedure van aanrijden, koppelen en neerleggen over de hindernis kan in beide gevallen in enkele minuten plaatsvinden. Ligt de brug dan koppelt de AVLB zich los van de brug en rijdt opzij om het verkeer door te laten. Zodra de voertuigen zijn overgestoken, steekt de AVLB de brug over. De koppeling met de brug wordt hersteld, de brugdelen worden op het chassis geplaats en de AVLB rijdt naar de volgende bestemming.
Door gebruik te maken van een tankchassis kan de bruggenlegger in hetzelfde terrein opereren als de gevechtstanks. De bepantsering biedt bescherming tegen vijandelijk vuur. Soms worden zeer zware vrachtwagens gebruikt voor dit doel. Deze zijn goedkoper, maar kunnen tekortschieten in moeilijk terrein en bieden ook minder bescherming voor de bemanning.

## Geschiedenis
In de Eerste Wereldoorlog werd de tank geïntroduceerd op het slagveld. Bij de inzet liepen de tanks vast in de loopgraven die de slagvelden domineerden. Om dit te verhelpen kregen de tanks grote bundels zware stokken mee die bovenop het chassis werden gedragen. De tanks rukten op en lieten de bundels in de loopgraven vallen en reden er vervolgens overheen. In een latere fase werden de bundels vervangen door rijplaten en dit werden de eerste AVLB's.
In de Tweede Wereldoorlog lag de focus op snelheid, de Blitzkrieg. De inzet van vrachtwagens, gepantserde gevechtsvoertuigen en tanks speelden hierbij een belangrijke rol. Deze moesten in alle terreinomstandigheden kunnen oprukken zonder snelheid te verliezen. Bruggen waren knelpunten, vaak gesaboteerd of te licht voor de zware voertuigen. Om de mobiliteit van volledig gemechaniseerde eenheden te behouden werden brugleggende tanks noodzakelijk geacht. Met rupsbanden en pantser konden ze naast gevechtseenheden opereren, ruw terrein doorkruisen en onder licht vijandelijk vuur oprukken. Om de logistiek en het onderhoud in het veld te vereenvoudigen, waren de AVLB’s meestal versies van bestaande tanks.
Een vroege Duitse AVLB was de Brückenleger IV op het chassis van een Panzerkampfwagen IV. Dit voertuig kwam in 1940 in dienst bij de Wehrmacht. Er werden er twintig gemaakt, maar het grote gewicht beperkte de effectiviteit van het voertuig en ze zijn allemaal weer omgebouwd tot tanks.
De Britten ontwikkelden een brug met grote vaste scharnieren. De Covenanter werd als basis gebruikt voor de brug met een capaciteit van 24 ton en een lengte van 9,1 meter te dragen. De Valentine nam de rol als brugdrager over en kon een brug tot 30 ton meenemen. Deze versie is op vele fronten ingezet. Churchill-tanks werden ook gebruikt. Ze kregen een brug mee, deze kon geplaatst worden maar niet weer opgenomen. Een andere versie – de Churchill-Arc – was een integraal onderdeel van de brug. De Armoured Ramp Carrier (Arc) reed in het obstakel en had aan de voor- en achterzijde eenvoudige hellingen die werden neergelaten. Volgende voertuigen konden direct over de brug rijden.

## Moderne voorbeelden
Het principe van de brug is sindsdien nauwelijks veranderd. Er zijn twee hoofdversies allebei met twee brugdelen. De brugdelen zitten met scharnieren vast en de brugdelen worden opengeklapt en dan geplaatst. Bij de andere versies liggen de brugdelen op elkaar, voor het plaatsen worden ze van elkaar verschoven, de twee delen aan elkaar gekoppeld en vervolgens over het obstakel gelegd. Het basisvoertuig is wel veranderd overeenkomstig de nieuwe tanks die in dienst zijn gekomen.
De brug van de Amerikaanse M104 Wolverine is 26 meter lang en het duurt vijf minuten om de brug over een obstakel te leggen en tien minuten om het weg te nemen. De brug is sterk genoeg om de M1 Abrams, die ongeveer 70 ton weegt, over te helpen steken. Over de brug kunnen 5000 voertuigen van 70 ton rijden of de brug kan 2200 keer worden gelegd en opgeruimd zonder groot onderhoud.
Het Nederlandse leger heeft de Leguaan in gebruik. Dit is een aangepaste Leopard 2-tank die een brug van 14 tot 26 meter neerleggen. Het leggen van een korte brug duurt zo’n zes minuten en een lange brug ongeveer twaalf minuten. Het voertuig heeft een gewicht van 52,2 ton zonder brug en 63 ton met brug en heeft een maximumsnelheid van 65 kilometer per uur. De Leguaan heeft een draagvermogen van 80 ton.